# Mecaphesa naevigera
Mecaphesa naevigera là một loài nhện trong họ Thomisidae.
Loài này thuộc chi Mecaphesa. Mecaphesa naevigera được Eugène Simon miêu tả năm 1900.